# 巴西联盟
巴西联盟（葡萄牙語：  União Brasil) 是巴西的自由保守政党。该党于 2021 年 10 月 6 日由民主党和社会自由党合并而成。这个合并产生了巴西最大的政党，并于2022年2月8日获得巴西最高选举法院的批准。   

## 历史

### 合并的前奏
在2017年，巴西政府颁布了第97号宪法修正案，该修正案确立了一项渐进式障碍条款，即巴西政党可以在竞选活动中免费使用广播和电视，以及联邦资金。同时，该修正案禁止组建政治联盟来竞争比例选举。 此修正案的目的是减少巴西政党的数量。 
从那时起，一些政党与其他政党合并。    2021 年，社会自由党和民主党宣布即将合并。历史上，民主党人是巴西右派的最大缔约方之一，是自由党的继任者，而社会自由党历史上是一个小型社会自由党，但总统选举雅伊尔·博索纳罗开始将自己定位为更右翼的政党。

### 正式合并
第一个谣言出现在 2019 年底，危机期间博尔索纳罗总统离开社会自由党， 以及民主党的几位历史成员离开，例如里约热内卢市市长爱德华多·佩斯 ，商会前主席罗德里戈·马亚和圣保罗州副州长罗德里戈·加西亚，以及社会自由党在市政当局的糟糕选举结果。 
该名称与政党编号 44 是在 2021 年 9 月末选定的。合并于2021年10月6日在一次由双方代表组成的全国大会上以鼓掌方式达成一致，并于 2022 年 2 月 8 日获得最高选举法院的合法批准。 